# Cuxton
Cuxton – wieś w Anglii, w hrabstwie ceremonialnym Kent, w dystrykcie (unitary authority) Medway. Leży 13 km na północny zachód od miasta Maidstone i 43 km na wschód od centrum Londynu.